# Haz de rayos

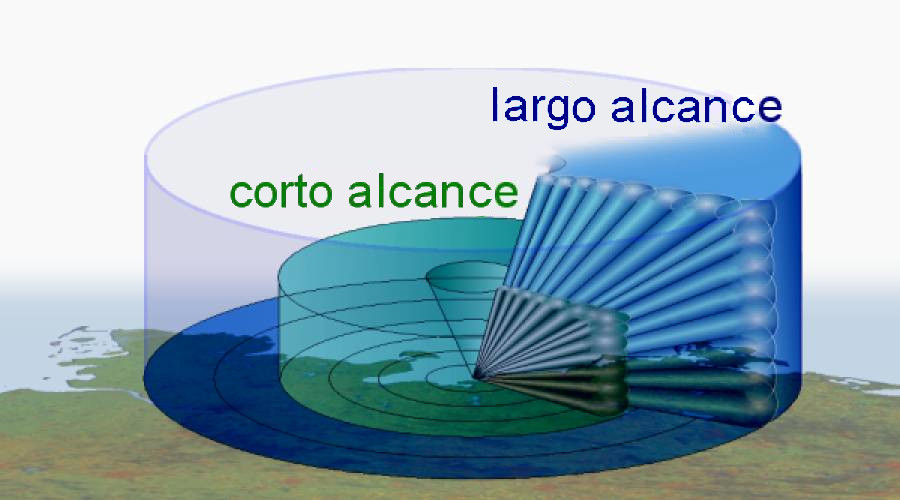
Haz de radar y su alcance

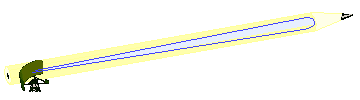
Haz de rayos de un radar

En óptica, un haz de rayos es una construcción geométrica utilizada para describir una emisión de radiación electromagnética o de partículas cargadas, generalmente en forma de cono o de cilindro estrecho. 

## Aplicaciones
Las antenas que concentran fuertemente sus emisiones en acimut y elevación generan "haces de rayos". Por ejemplo, una antena de matriz en fase puede enviar un haz que es extremadamente delgado. Dichas antenas se utilizan en radares de rastreo (véase conformación de haces para más detalles). 
En óptica, la acción de enfoque de una lente también se describe en términos de haces de rayos. Además de los haces cónicos y cilíndricos, la óptica también se ocupa de los haces astigmáticos.
En óptica electrónica, los microscopios electrónicos de barrido utilizan haces de rayos estrechos para lograr una mayor profundidad de campo.
La radiación ionizante utilizada en radioterapia, ya sea con fotones o con partículas cargadas, como la terapia de protones y las máquinas de terapia de electrones, a veces se administra mediante haces de rayos.
En las imágenes de radiografía de retrodispersión, se usa un haz de radiación de rayos X para escanear un objeto y crear una imagen de intensidad de la radiación dispersa de Compton. 